# Остап'ївська сільська рада (Великобагачанський район)
Остап'ївська сільська́ ра́да — сільська рада, територія якої відноситься до складу Великобагачанського району Полтавської області, Україна. Центром сільради є село Остап'є.
Населення сільради 1 767 осіб.

## Населені пункти
- село Остап'є
- село Запсілля
- село Нове Остапове
- село Олефіри
- село Підгір'я
- село Уханівка